# Turanogryllus sexlineatus
Turanogryllus sexlineatus är en insektsart som först beskrevs av Lucien Chopard 1963.  Turanogryllus sexlineatus ingår i släktet Turanogryllus och familjen syrsor. Inga underarter finns listade i Catalogue of Life.